# Ormonde Winter
 (mai 2022).
La mise en forme du texte ne suit pas les recommandations de Wikipédia : il faut le « wikifier ».
Les points d'amélioration suivants sont les cas les plus fréquents. Le détail des points à revoir est peut-être précisé sur la page de discussion.
- Les titres sont pré-formatés par le logiciel. Ils ne sont ni en capitales, ni en gras.
- Le texte ne doit pas être écrit en capitales (les noms de famille non plus), ni en gras, ni en italique, ni en « petit »…
- Le gras n'est utilisé que pour surligner le titre de l'article dans l'introduction, une seule fois.
- L'italique est rarement utilisé : mots en langue étrangère, titres d'œuvres, noms de bateaux, etc.
- Les citations ne sont pas en italique mais en corps de texte normal. Elles sont entourées par des guillemets français : « et ».
- Les listes à puces sont à éviter, des paragraphes rédigés étant largement préférés. Les tableaux sont à réserver à la présentation de données structurées (résultats, etc.).
- Les appels de note de bas de page (petits chiffres en exposant, introduits par l'outil «  Source ») sont à placer entre la fin de phrase et le point final[comme ça].
- Les liens internes (vers d'autres articles de Wikipédia) sont à choisir avec parcimonie. Créez des liens vers des articles approfondissant le sujet. Les termes génériques sans rapport avec le sujet sont à éviter, ainsi que les répétitions de liens vers un même terme.
- Les liens externes sont à placer uniquement dans une section « Liens externes », à la fin de l'article. Ces liens sont à choisir avec parcimonie suivant les règles définies. Si un lien sert de source à l'article, son insertion dans le texte est à faire par les notes de bas de page.
- La présentation des références doit suivre les conventions bibliographiques. Il est recommandé d'utiliser les modèles {{Ouvrage}}, {{Chapitre}}, {{Article}}, {{Lien web}} et/ou {{Bibliographie}}. Le mode d'édition visuel peut mettre en forme automatiquement les références.
- Insérer une infobox (cadre d'informations à droite) n'est pas obligatoire pour parachever la mise en page.

Pour une aide détaillée, merci de consulter Aide:Wikification.
Si vous pensez que ces points ont été résolus, vous pouvez retirer ce bandeau et améliorer la mise en forme d'un autre article.
Le brigadier général Sir Ormonde de l'Épée Winter (janvier 1875 - 13 février 1962), est un officier de l'armée britannique et auteur. Après avoir servi pendant la Première Guerre mondiale, il est nommé responsable des opérations de renseignement en Irlande pendant la guerre anglo-irlandaise.
Il rejoint par la suite les Fascistes britanniques (British Fascists) et combat aux côtés de l'armée finlandaise pendant la Guerre d'Hiver.

## Jeunesse
Le plus jeune des cinq fils d'un contrôleur du General Post Office (GPO), Winter naît en janvier 1875 à Winchester. Il fait ses études à Churchbury House, Great Morden, puis à Cheltenham College, avant de rejoindre l'armée britannique.

## Années de service
Winter, en qualité d'officier de l'Artillerie royale, sert en Inde avec la 67ème Batterie à Peshawar et en Irlande avec la 131ème Batterie dans le comté de Kildare avant la Première Guerre mondiale. Lors de son déploiement en Irlande en 1903, il acquiert une certaine notoriété à la suite d'un incident : harcelé par un groupe de jeunes alors qu'il naviguait en canot avec un autre officier, Winter tue l'un des jeunes d'un coup de rame alors que celui-ci l'attaquait avec une matraque en bois. Accusé par la suite d'homicide involontaire, Winter est finalement acquitté par la justice (l'acte étant reconnu comme de la légitime défense).

## Première Guerre mondiale
Winter fait d'abord l'expérience du conflit en tant qu'officier d'artillerie pendant la campagne de Gallipoli, dont il dira avoir apprécier chaque minute. Il parvient sur la plage W (Lancashire Landing) le 29 avril 1916 après avoir survécu à une attaque ottomane contre le SS Monitor à bord duquel il voyageait. Dans son autobiographie, il raconte avoir refoulé un groupe d'artilleur en fuite le 1er mai et aidé ainsi au sauvetage d'un bataillon des Royal Inniskilling Fusiliers.
En dépit de son manque de formation dans les renseignements, Winter est remarqué pour son habileté à mener des interrogatoires, en particulier de prisonniers turcs.
Il reçoit par la suite le commandement d'un canon d'artillerie de 12 livres surnommé Wandering Kate (« Kate l'errante ») ; puis est déployé sur le front occidental et arrive en France comme membre de la 11ème division avant de prendre le commandement de la 34ème Brigade d'artillerie. Il participe aux batailles de Messines Ridge le 7 juin 1917 et de Passchendaele (de juillet à novembre 1917). Dans son autobiographie, il raconte avoir échappé à la mort à plusieurs reprises et avoir été horrifié de voir les murs de son bunker consolidés par les cadavres de soldats allemands.

## Guerre d'indépendance irlandaise
Après la Grande guerre, Winter travaille pour la Commission des frontières du Schleswig-Holstein jusqu'en mai 1920. Il est ensuite nommé par le secrétaire d'État à la guerre, Winston Churchill, chef du renseignement au château de Dublin en remplacement de son ami le général Tudor. Malgré la réduction de salaire, il accepte le poste. Winter est d'abord logé dans un lodge à l'extérieur du château de Dublin. Il décrit son arrivée en Irlande comme non conventionnelle à la suite du suicide de son aide de mess lors de sa première nuit. En dépit du manque d'expérience de Winter dans le domaine des renseignements, ce dernier impressionne avec ses premières réorganisations de départements pourtant fortement centralisés. Mark Grant-Sturgis écrit au sujet du fonctionnement du château de Dublin : "'O' 「Winter」est une merveille, il ressemble à un petit serpent blanc diabolique, est aussi futé qu'un renard, probablement sans aucune morale, un cavalier de première classe, un génie aux cartes, connaît plusieurs langues, est un super détective et un des plus étonnants personnages ; il peut tout faire". Winter était pour le moins innovant mais ses détracteurs l'ont souvent présenté comme un homme obsédé par les opérations chevaleresques, s'étant une fois déguisé, disaient-ils, pour saisir lui-même une partie des fonds de l'IRA.
Dans son dernier rapport au gouvernement britannique, Winter a listé les éléments suivants comme ses principales méthodes de renseignement :  
1. Employer des agents recrutés par la police locale et par l'intermédiaire de "centres locaux".
2. Employer des agents recrutés en Angleterre et envoyés en Irlande.
3. Branche spéciale de Dublin.
4. Écoute des personnes amicales venues volontairement proposer des informations à la Police.
5. Écoute des personnes ayant donné des informations alors qu'elles étaient en état d'arrestation ou en prison (en vue d'échapper à leur sentence).
6. Mise à profit des documents confisqués.
7. Utilisation d'informations provenant de sources policières ordinaires basées sur l'observation.
8. Utilisation de "moutons" (infiltrés) soit dans les prisons, soit dans des cellules de détention avec des rebelles.
9. Dispositifs d'écoute.
10. Interrogation des prisonniers.
11. Censure des lettres des prisonniers en prison.
12. Envoi des lettres anonymes à Scotland House[3].

En décembre 1920, Winter prit le commandement du service de renseignement du district de Dublin, composé de quatre-vingt-dix hommes. Ce service est également connu sous le nom de " Gang du Caire ", une éventuelle référence au café du Caire (utilisé comme lieu de rencontre) ou aux années de service pour le renseignement au Moyen-Orient de nombreux militaires et policiers .
Une des idées de Winter a été de mettre en place un système permettant à des informateurs potentiels d'écrire directement à une adresse secrète en Angleterre. Cependant, les résultats ont été mitigés, Winter reconnaissant lui-même qu'il n'en obtenait qu'une pile de canulars et de courriers injurieux. Néanmoins, parmi toutes ces lettres se trouvaient parfois quelques précieux éléments véridiques de renseignement. Avec la progression du conflit, plusieurs lettres prétendaient aussi provenir de membres de l'IRA souhaitant être capturés et emprisonnés pour sortir du conflit. En outre, Winter employait des limiers pour suivre les membres en fuite de l'IRA et recrutait des policières du Women's Police Service de Londres pour rechercher des prisonnières et des coursiers présumés  Un des informateurs de Winter était Vincent Fovargue, un officier du renseignement de l'IRA de Dublin, qui a fourni des informations ayant conduit à l'arrestation de plusieurs membres de l'IRA. Le 31 janvier 1921, Winter organise une fausse évasion de Fovargue alors qu'il se trouvait dans un camion qui l'emmenait à la prison de Kilmainham. Entre février et mars 1921, Fovargue réussit à infiltrer l'IRA en Angleterre, permettant l'arrestation de plus de 200 de ses membres avant la fin du conflit et fournissant des informations sur leurs activités à Scotland Yard,. Cette collaboration prend fin lorsque Fovargue est retrouvé mort sur un terrain de golf à Staines avec le message : "Espions et traîtres, méfiez-vous".
Un autre informateur s'est révélé être un escroc criminel, découvert, non pas par Winter, mais par des journalistes et les services de renseignement de l'IRA. Ceux-ci ont laissé l'homme en vie afin qu'il soit découvert.
D'autres agents ont rencontré plus de succès. L'un d'entre eux a mené un raid qui permit la capture de trois membres supérieurs de l'IRA écrivant des communiqués à leurs subordonnés. Ce dernier a réécrit les messages convoquant tous les dirigeants de l'IRA du district à une réunion où ils ont été arrêtés. Conservant sa couverture en tant que membre de l'IRA, il a ensuite été placé en garde à vue à leurs côtés, collectant encore des informations grâce à leurs conversations en prison.
Parmi les autres idées de Winter figure celle du « The Raid Bureau » (« le bureau du raid ») :  une unité de 150 personnes chargées à l'analyse de l'importante quantité de documents générés par le chef de l'IRA Michael Collins. Travaillant avec ardeur à la création d'un nouvel État irlandais, Collins entretient un penchant pour la bureaucratie et les formalités administratives qui peuvent compromettre certaines activités de l'IRA, en révélant, par exemple, des fournitures d'armes, des documents financiers, voire des listes de membres de l'organisation et l'identité de membres de la police travaillant en secret pour l'IRA. Ces documents présentaient plus de valeur que n'importe quel informateur et pouvaient être présentés comme preuve devant un tribunal. La principale raison du manque d'informateurs, de jurés et même de juges dans les tribunaux civils était l'intimidation, qui était l'une des raisons pour lesquelles la loi martiale était en place.[réf. nécessaire] Entre octobre 1920 et juillet 1921, 6 311 raids sont organisés, permettant la saisie de plus de 1 200 documents de l'IRA (dont certains de plus de 200 pages) et entraînant 1 745 arrestations dans la seule région de Dublin . Ayant saisi les dossiers financiers de l'IRA, Winter note que de nombreux contributeurs étaient des unionistes (favorables au maintien de la couronne britannique en Irlande), forcés de financer l'IRA afin de garantir leur sécurité.
Une des autres innovations de Winter est le rassemblement de photographies de membres de l'IRA capturés à la suite de raids, et la création de centres locaux à travers le pays afin d'échanger les renseignements entre les zones.
Winter affirme également avoir recruté au moins trois membres importants de l'IRA (ainsi que des grades inférieurs) comme informateurs. Afin de compléter le gang du Caire, Winter met en place une équipe d'identification (Identification Squad), également connue sous le nom d'Igoe Gang (du nom de son commandant, le chef de police Eugene Igoe, un policier du comté de Galway expulsé d'Irlande après la guerre anglo-irlandaise dans un premier temps mais qui retourne par la suite dans le nord du pays afin d'assurer la sécurité des bases aériennes américaines en Irlande du Nord contre les actions de sabotages menées par l'IRA pendant la Seconde Guerre mondiale). Cette équipe était composée de policiers en civil mais n'a eu qu'un succès limité dans l'assassinat ou la capture de membres de l'IRA ou d'autres rebelles présents à Dublin.
Winter s'est lui-même chargé de la disparition d'un assassin membre de l'IRA ainsi que de la capture d'un autre membre de l'organisation. Lors de cette opération, il est légèrement blessé à la main alors qu'il tente d'échapper à une embuscade. Il dira par la suite être déçu de la récompense offerte par l'IRA pour son meurtre ou sa capture qui n'est "que" de 1000 £. En outre, il rencontre David Lloyd George pour l'informer sur la nature du conflit en Irlande.
Durant les premiers mois de l'année 1921, Sir Hamar Greenwood et d'autres affirment que l'IRA est proche de la défaite, manquant d'armes et de munitions ainsi que d'hommes (4 500 de ses membres sont alors en prison). Le chef de l'IRA, Michael Collins, qualifie plus tard l'organisation de "bonne à rien" et à "six semaines" de la défaite. Cependant, la stratégie du gouvernement britannique (combinant répression et concessions limitées) s'est rapidement révélée inefficace. Le gouvernement refuse alors de s'engager dans une guerre de reconquête et fait le choix de la négociation. Une trêve est signée en juillet 1921 avant que ne soit signé le traité en décembre. Les termes du traité ont été acceptables pour les unionistes irlandais et le gouvernement britannique mais ont provoqué une  guerre civile entre Irlandais, entre les forces pro et celles anti-traité de l'IRA, à partir du 28 juin 1922.

## Après l'Irlande
Pendant les deux ans qui ont suivi son départ d'Irlande, Winter est accompagné de garde du corps et porte habituellement un pistolet. Il est chargé de la réinstallation d'anciens officiers du RIC à l'étranger. Le général de division Hugh Tudor a tenté de faire nommer Winter au poste de chef adjoint de la police en Palestine, aux côtés de nombreux autres vétérans britanniques du conflit irlandais recrutés pour la gendarmerie palestinienne . Toutefois, le War Office refuse sa demande, Winter ne convenant pas au général Sir Nevil Macready et d'autres pour avoir obtenu la primauté de la police dans le domaine du renseignement sur le candidat préféré de l'armée, le lieutenant-colonel Walter Wilson. Winter quitte finalement l'armée en 1924.
Dans les années 1920, Winter rejoint la direction du groupe des Fascistes britanniques : une organisation en plein essor mais mal gérée, organisant plusieurs rassemblements massifs (dont un avec 12 000 personnes présentes) dans les parcs de Londres. Leurs partisans étant principalement des femmes, proches des anciennes suffragettes, comme le rapporte le Times .[réf. nécessaire] Winter aurait peut-être servi comme agent provocateur.[réf. nécessaire] Il remplace un autre agent britannique, Maxwell Knight, à la tête du renseignement des Fascistes britanniques mais n'obtient jamais son poste officiellement et est remplacé à la place par le lieutenant-colonel Bramley (qui décide de garder Knight comme son adjoint).
Le directeur de l'organisation est le brigadier-général Robert Byron Drury Blakeney, un ancien membre du corps des Royal Engineers, également en partie responsable de la naissance de la ligue extrémiste Imperial Fascist League. En raison de sa mauvaise gestion et des scandales, les Fascistes britanniques sont progressivement effacés à la fin de la décennie 1920 et ses membres sont récupérés par d'autres mouvements fascistes. Dans son autobiographie, Winter ne fait pratiquement aucune mention de cette période, peut-être en vertu de la loi sur les secrets officiels. Après la disparition des Fascistes britanniques, il semble que Winter n'est plus pris part aux mouvements politiques fascistes.[réf. nécessaire]
Des rumeurs ont ensuite circulé, proclamant que Winter était impliqué dans des complots visant à renverser le gouvernement colonial espagnol au Maroc espagnol et à organiser une révolution pour la minorité slovaque contre le gouvernement tchèque.
En 1940, alors qu'il est âgé de 65 ans, Winter offre ses services à l'armée finlandaise, dans sa défense contre l'URSS. Il est décoré pour son service (des certificats de sa collection personnelle sont présentés au public au Musée impérial de la guerre).
Winter maîtrisait cinq langues russo-slaves et était un fumeur compulsif.
Il meurt paisiblement en 1962 à l'âge de 87 ans. Sa nécrologie proclame qu'il ne craint ni Dieu ni l'homme (Times Obits).

## Représentations culturelles
Le brigadier-général Winter apparaît dans la mini-série de RTÉ Rebellion (2016), où il est interprété par Paul Ritter.

## Publication
- Winter's Tale, An Autobiography, Richards Press: Londres, 1955.